# سواره‌رو
سواره‌رو به جاده‌هایی گفته می‌شود که محل گذر خودروهای سواری هستند. جاده‌ها و راه‌ها در قدیم به سواره‌رو و مالرو تقسیم می‌شدند. جاده‌های مالرو محل گذر چارپایان و افراد سوار بر آنها بود. یک راه سواره‌رو می‌تواند خاکی باشد یا آسفالته. بسته به بزرگ و کوچکی یا عملکرد یک راهِ سواره‌رو، امروزه نام‌های گوناگونی به آنها داده می‌شود، از جمله:
- کوچه
- خیابان
- بلوار
- جاده
- بزرگراه
- آزادراه